# Anna Tchourina
Anna Valerievna Tchourina (russe : А́нна Вале́рьевна Чу́рина ; anglais : Anna Churina), née le 23 juillet 1978 à Lesnoï dans l'oblast de Sverdlovsk, est une actrice et mannequin russe.

## Biographie
Elle fait ses études de langues étrangères à l'Université linguistique d’État de Nijni Novgorod. Elle débute au cinéma en 2002 avec Un nouveau russe, dans lequel elle est remarquée et qui lance sa carrière à la fois comme actrice et comme modèle pour des magazines. Elle a notamment posé pour Playboy, dans l'édition russe d'avril 2006.

## Filmographie
- 2006 : Posledniy iskatel d'Archil Meliqishvili
- 2006 : The Man of No Return d'Ekaterina Grokhovskaïa
- 2005 : Muzhskoy sezon. Barkhatnaya revolutsiya d'Oleg Steptchenko (ru)
- 2005 : Mechtat ne vredno d'Evgueni Lavrentiev
- 2012 : Homme sous garantie (ru) (Мужчина с гарантией) d'Artiom Aksionenko
- 2014 : La Légende de Viy (Вий) d'Oleg Steptchenko : Miss Dudley
- 2019 : La Légende du dragon d'Oleg Stepchenko : Miss Dudley